# Pseudoligosita babylonica
Pseudoligosita babylonica är en stekelart som beskrevs av Gennaro Viggiani 2005. Pseudoligosita babylonica ingår i släktet Pseudoligosita och familjen hårstrimsteklar.
Artens utbredningsområde är Irak. Inga underarter finns listade i Catalogue of Life.